# Ivan Tomeljak
Ivan Tomeljak (Spalato, 2 febbraio 1979) è un ex cestista croato.

## Carriera
Con la Croazia ha disputato i Campionati europei del 1999.